# NEW TOWN STREET
『NEW TOWN STREET』（ニュー・タウン・ストリート）は、2008年11月19日にリリースされた木根尚登6枚目のフル・アルバム。発売元は、よしもとミュージック。

## 概要
本作の歌詞カードは、それぞれの楽曲に対し、木根によるコメントが記載。前作同様、共同プロデュースは中村修司、エグゼクティブ・プロデューサーは須藤晃。

## 収録曲
| 全作曲: 木根尚登、全編曲: 中村修司。 |                                       |           |            |                                    |      |
| #                                    | タイトル                              | 作詞      | 作曲・編曲 | 備考                               | 時間 |
| 1.                                   | 「LUCY」                              | 木根尚登  | 木根尚登   |                                    | 4:32 |
| 2.                                   | 「水色の服を着た娘」                  | 木根尚登  | 木根尚登   |                                    | 3:41 |
| 3.                                   | 「Escalator」                         | 木根尚登  | 木根尚登   |                                    | 5:06 |
| 4.                                   | 「海の見える窓」                      | 木根尚登  | 木根尚登   |                                    | 4:48 |
| 5.                                   | 「心の花束」                          | 田中花乃  | 木根尚登   |                                    | 3:58 |
| 6.                                   | 「色づく街に」                        | 木根尚登  | 木根尚登   | 先行シングルのアルバムバージョン。 | 4:33 |
| 7.                                   | 「Piano Lesson」                      | 木根尚登  | 木根尚登   |                                    | 3:25 |
| 8.                                   | 「フリー」                            | 木根尚登  | 木根尚登   |                                    | 3:33 |
| 9.                                   | 「50回目のファーストキッス」          | 木根尚登  | 木根尚登   |                                    | 4:13 |
| 10.                                  | 「悲しみのチルドレン」                | 木根尚登  | 木根尚登   |                                    | 6:50 |
| 11.                                  | 「Knock Three Times -album version-」 | 木根尚登  | 木根尚登   | 先行シングルのアルバムバージョン。 | 4:44 |
| 合計時間:                            | 合計時間:                             | 合計時間: | 合計時間:  | 49:23                              |      |

## クレジット

### レコーディングメンバー
全曲
- Vocals: 木根尚登

LUCY
- Guitar, Bass, Keyboard : 中村修司
- Drums: 阿部薫
- Keyboards, Synthesizer Operator: 大平勉
- Chorus: 木根尚登, 中村修司
- Recording & Mixing Engineer: 香椎茂樹

水色の服を着た娘
- Guitar: 中村修司
- Drums, Percussions: 阿部薫
- Rhodes: 佐藤真吾
- Chorus: 木根尚登, 中村修司
- Recording & Mixing Engineer: 佐藤雅彦

Escalator
- Guitar, Bass: 中村修司
- Drums: 阿部薫
- Keyboards: 佐藤真吾
- Chorus: 木根尚登, 中村修司
- Recording & Mixing Engineer: 香椎茂樹

海の見える窓
- Guitar, Bass: 中村修司
- Drums: 阿部薫
- Keyboards, Synthesizer Operator: 大平勉
- Organ: 佐藤真吾
- Chorus: 木根尚登, 中村修司
- Recording & Mixing Engineer: 香椎茂樹

心の花束
- Guitar, Bass: 中村修司
- Drums: 阿部薫
- Keyboards: 佐藤真吾
- Chorus: 木根尚登, 中村修司
- Recording & Mixing Engineer: 香椎茂樹

色づく街に
- Guitar, Bass: 中村修司
- Drums: 阿部薫
- Keyboards, Synthesizer Operator: 大平勉
- Chorus: 木根尚登, 中村修司
- Recording & Mixing Engineer: 香椎茂樹

Piano Lesson
- Guitalele: 中村修司
- Piano: 佐藤真吾
- Recording & Mixing Engineer: 佐藤雅彦

フリー
- Guitar, Bass: 中村修司
- Drums: 阿部薫
- Keyboards: 佐藤真吾
- Chorus: 木根尚登, 中村修司
- Recording & Mixing Engineer: 香椎茂樹

50回目のファーストキッス
- Bass: 中村修司
- Drums: 阿部薫
- Keyboard: 大平勉
- Baritone Saxphone: つづらのあつし
- Chorus: 木根尚登, 中村修司
- Recording & Mixing Engineer: 佐藤雅彦

悲しみのチルドレン
- Guitar, Bass: 中村修司
- Drums: 阿部薫
- Keyboard: 大平勉
- Background Chorus: ひばり児童合唱団
- English Words: Tom Byer
- Recording & Mixing Engineer: 佐藤雅彦

Knock Three Times　-album version-
- Guitar: 中村修司
- Keyboard: 大平勉
- Blue Harp: 木根尚登
- Chorus: 木根尚登, 中村修司
- Recording & Mixing Engineer: 井上うに

### スタッフ
- Produced: 中村修司
- Mastered: 小泉由香
- Art Direction, Design: 国分聖
- Photography: 二木奈美子
- Text: 藤井徹貫
- A&R: 和泉かな
- General Producer: 内田久喜
- Executive Producer: 須藤晃